# Henckelia fasciculiflora
Henckelia fasciculiflora là một loài thực vật có hoa trong họ Tai voi (Gesneriaceae). Loài này có ở Vân Nam, Trung Quốc và được W.T.Wang mô tả khoa học đầu tiên năm 1982 dưới danh pháp Chirita fasciculiflora. Năm 2011, D.J.Middleton & Mich.Möller chuyển nó sang chi Henckelia.